# Tomislav Piplica
Tomislav Piplica (ur. 5 kwietnia 1969 w Bugojnie) – piłkarz bośniacki grający na pozycji bramkarza. Posiada także obywatelstwo chorwackie. Nosi przydomek „Pipi”.

## Kariera klubowa
Piplica urodził się w Bugojnie. Piłkarską karierę rozpoczynał w tamtejszej Iskrze Bugojno, gdzie grał do 20 roku życia. W 1989 roku przeszedł do NK Zagreb, którego zawodnikiem był przez 2 lata. W 1991 roku przeszedł do innego klubu z Chorwacji, NK Pula. W jej barwach w 1992 roku zadebiutował w nowo powstałej lidze chorwackiej, a już nowy sezon spędził w klubie o nazwie HNK Segesta. W Segeście był pierwszym bramkarzem, a w sezonie 1993/1994 strzelił 3 gole w lidze z rzutów karnych. W sezonie 1994/1995 strzelił jednego gola. W sezonie 1996/1997 spadł z klubem z miasta Sisak do drugiej ligi. Po sezonie przeszedł do NK Samobor, w którym spędził jeden sezon, ale i z tym klubem przeżył spadek z ekstraklasy.
Latem 1998 Piplica wyjechał do niemieckiego Energie Cottbus. W drugiej lidze zadebiutował 31 lipca w wygranym 2:0 meczu ze Stuttgarter Kickers. Od czasu przyjścia do Energie został bramkarzem pierwszej jedenastki. W 2000 roku Energie zajęło 3. miejsce i awansowało do Bundesligi. W niej Tomislav zadebiutował 12 sierpnia w przegranym 1:3 meczu z Werderem Brema. W sezonie 2001/2002 strzelił samobójczego gola w przegranym 0:3 meczu z Bayernem Monachium. Natomiast w meczu z Borussią Mönchengladbach (3:3) tak niefortunnie przyjął piłkę na głowę, że ta odbiła się i wpadła do bramki. W sezonie 2002/2003 stracił miejsce w pierwszej jedenastce na rzecz André Lenza. Zagrał w 9 meczach, ale trzeci raz w karierze był autorem samobójczego trafienia. Z Energie na koniec sezonu spadł z ligi i przez kolejne trzy grał na boiskach drugiej ligi. Z czasem wrócił do składu, a w 2006 roku awansował z powrotem do pierwszej ligi. W 2009 roku zakończył karierę w Energie.
| Sezon   | Klub            | Kraj       | Rozgrywki     | Mecze | Bramki |
| ------- | --------------- | ---------- | ------------- | ----- | ------ |
| 1988/89 | Iskra Bugojno   | Jugosławia | III liga      | ?     | ?      |
| 1989/90 | NK Zagreb       | Jugosławia | III liga      | ?     | ?      |
| 1990/91 | NK Zagreb       | Jugosławia | II liga       | 2     | 0      |
| 1992    | NK Pula         | Chorwacja  | Prva HNL      | 15    | 0      |
| 1992/93 | HNK Segesta     | Chorwacja  | Prva HNL      | 14    | 0      |
| 1993/94 | HNK Segesta     | Chorwacja  | Prva HNL      | 30    | 3      |
| 1994/95 | HNK Segesta     | Chorwacja  | Prva HNL      | 24    | 1      |
| 1995/96 | HNK Segesta     | Chorwacja  | Prva HNL      | 18    | 0      |
| 1996/97 | HNK Segesta     | Chorwacja  | Prva HNL      | 29    | 0      |
| 1997/98 | NK Samobor      | Chorwacja  | Prva HNL      | 14    | 0      |
| 1998/99 | Energie Cottbus | Niemcy     | 2. Bundesliga | 34    | 0      |
| 1999/00 | Energie Cottbus | Niemcy     | 2. Bundesliga | 34    | 0      |
| 2000/01 | Energie Cottbus | Niemcy     | Bundesliga    | 34    | 0      |
| 2001/02 | Energie Cottbus | Niemcy     | Bundesliga    | 31    | 0      |
| 2002/03 | Energie Cottbus | Niemcy     | Bundesliga    | 9     | 0      |
| 2003/04 | Energie Cottbus | Niemcy     | 2. Bundesliga | 9     | 0      |
| 2004/05 | Energie Cottbus | Niemcy     | 2. Bundesliga | 20    | 0      |
| 2005/06 | Energie Cottbus | Niemcy     | 2. Bundesliga | 34    | 0      |
| 2006/07 | Energie Cottbus | Niemcy     | Bundesliga    | 33    | 0      |
| 2007/08 | Energie Cottbus | Niemcy     | Bundesliga    | 10    | 0      |
| 2008/09 | Energie Cottbus | Niemcy     | Bundesliga    | 0     | 0      |

## Kariera reprezentacyjna
W 1987 roku Piplica występował w reprezentacji Jugosławii U-20. Pojechał z nią na Mistrzostwa Świata w Chile. Był tam rezerwowym dla Dragoje Lekovicia i nie zagrał ani razu, a z Jugosławią zdobył złoty medal.
Po rozpadzie Jugosławii Piplica zaczął występować w reprezentacji Bośni i Hercegowiny, w barwach której zadebiutował w 2001 roku. W kadrze zagrał 8-krotnie, między innymi w eliminacjach do Mistrzostw Świata w Korei Południowej i Japonii.